# تیم ملی فوتبال زیر ۲۳ سال بنگلادش
تیم ملی فوتبال زیر ۲۳ سال بنگلادش (به انگلیسی: Bangladesh national under-23 football team) تیم فوتبال جوانان کشور بنگلادش است و زیر نظر فدراسیون فوتبال بنگلادش فعالیت می‌کند. این تیم نمایندهٔ بنگلادش در بازی‌های المپیک و بازی‌های آسیایی است.